# Anatol, der Frauenretter
Anatol, der Frauenretter (Originaltitel: The Affairs of Anatol) ist eine US-amerikanische Stummfilmkomödie von Cecil B. DeMille aus dem Jahr 1921. In den Hauptrollen sind Wallace Reid und Gloria Swanson zu sehen. Der Film basiert auf dem erstmals 1893 aufgeführten Bühnenstück Anatol von Arthur Schnitzler. Es war die sechste und letzte Zusammenarbeit von Swanson und DeMille.

## Handlung
Anatol Spencer, der die Ehe mit seiner Frau Vivian als langweilig empfindet, ist auf der Suche nach etwas Abwechslung. Als er in einem Nachtclub seine alte Flamme Emilie Dixon wiedertrifft, verspricht Anatol ihr, sie aus ihrem seelenlosen Stadtleben zu „retten“, das der lüsterne Theatermäzen Gordon Bronson ermöglicht hat. Anatol überredet Emilie, sich des Schmucks zu entledigen, den Bronson ihr geschenkt hat, will aber nicht im Gegenzug seine Frau aufgeben, wie von der inzwischen in ihn verliebten Emilie verlangt. Sie lädt Bronson und andere zu einer Party in ihrer Wohnung ein. Als Anatol davon erfährt, verwüstet er das Zimmer und überlässt Emilie ihrem Schicksal: der Heirat mit Bronson. Nachdem die Affäre vorbei ist, fordert Anatol Vivian auf, ihm zu versprechen, ihn aufzuhalten, wenn er das nächste Mal versucht, eine Frau zu „retten“.
Einige Zeit später geben Anatol und Vivian eine Party, auf der der Hindu-Hypnotiseur Nazzer Singh für Unterhaltung sorgt. Singh versetzt Vivian in Hypnose, damit sie glaubt, durch einen Fluss zu waten, und sie beginnt, sich auszuziehen. Anatol ist angewidert von der Heuchelei der High Society, die sich als nicht viel besser erweist als die Welt von Emilie und Bronson und beschließt, mit seiner Frau aufs Land zu ziehen.
In der Zwischenzeit entdeckt der Farmer Abner Elliott, dass seine Frau Annie ein Kleid mit Geld gekauft hat, das sie aus seiner Kirchenkasse gestohlen hatte. Er weist sie zurück und schickt sie weg, weil er die Schuld für den Diebstahl auf sich nehmen will. Annie bereut es und stürzt sich von einer Brücke in einen Fluss, als Anatol und Vivian in einem Boot vorbeifahren. Die beiden bringen sie schnell ans Ufer, und nachdem sie festgestellt haben, dass sie sie nicht aufwecken können, fährt Vivian mit ihrem Auto zu einem örtlichen Arzt. Anatol stellt fest, dass Annie wach ist, und sie überredet ihn, ihr seine Brieftasche zu überlassen. Als Vivian mit dem Arzt zurückkommt, küsst Annie Anatol, ohne zu wissen, dass er verheiratet ist. Als Annie geht, um sich mit ihrem Mann zu versöhnen (und ihn bezüglich der Herkunft des Geldes belügt), fragt Anatol, der nun auch vom Landleben desillusioniert ist, den Arzt, wo er „Ehrlichkeit und Loyalität“ finden kann. Der Arzt antwortet, dass diese Eigenschaften, wie auch die Nächstenliebe, „zu Hause beginnen“.
Anatol und Vivian kehren in die Stadt zurück, wo Vivian plant, ihren Mann wegen seiner vermeintlichen Untreue zu verlassen. Die beiden gehen getrennt aus, um das Nachtleben zu genießen und ihre Sorgen zu vergessen. Anatol wird der für ihre verführerischen Bühnendarstellungen berühmt-berüchtigten Satan Synne vorgestellt. Er bietet ihr an, mit ihr nach Hause zu gehen, aber sie nimmt erst an, nachdem sie per Telegramm erfährt, dass dringend eine Summe von dreitausend Dollar für eine Operation durch einen Dr. Johnston benötigt wird. In Synnes im Stil von schwarzer Magie eingerichteten Wohnung bietet sie Anatol einen Drink an, der sein Urteilsvermögen beeinträchtigt, und bittet ihn um dreitausend Dollar. Nachdem sie nach einem Anruf von Dr. Johnston in Ohnmacht fällt, erfährt Anatol, dass Synnes unmoralischer Lebensstil nur dazu dient, Geld für teure Operationen für ihren Mann, einen sterbenden Veteranen aus dem Ersten Weltkrieg, zu sammeln. Anatol gibt ihr die dreitausend Dollar und geht, während sie im Gebet auf die Knie fällt.
Anatol kehrt nach Hause zurück und muss feststellen, dass Vivian immer noch in der Stadt unterwegs ist. Sie kommt schließlich mit seinem besten Freund Max Runyon zurück, mit dem sie mehr Zeit verbringt, während ihr Mann beschäftigt ist. Als Max auf die Frage, ob sie untreu war, ausweicht, überredet Anatol Singh (der die Vereinigten Staaten verlässt), Vivian unter Hypnose dazu zu bringen, die Frage wahrheitsgemäß zu beantworten, ob sie untreu war. Schließlich beschließt Anatol, dass er seiner Frau zu sehr vertraut, um sie der Untreue zu bezichtigen, und bricht die Trance ab. Die beiden umarmen und küssen sich freudig.

## Rezeption
Anatol, der Frauenretter hatte seine Premiere am 25. September 1921 in den USA. In Deutschland wurde der Film erstmals am 16. Februar 2007 im Rahmen einer Retrospektive bei den Internationalen Filmfestspielen Berlin aufgeführt.

## Kritik
Schnitzler, der die Rechte zur Verfilmung am 21. Dezember 1920 an die Paramount verkaufte, zeigte sich von der Verfilmung seines Werkes enttäuscht. Die Autoren hätten das Werk „bis zur Unkenntlichkeit entstellt“. In seinem Tagebuch schrieb Schnitzler: „Mit Dir. Singer und Linden ins Picadilly Kino – sah den amerik. Anatol Film, der ganz blödsinnig und nicht einmal schauspielerisch gut ist.“ Später schreibt Schnitzler: „Ich hatte Gelegenheit ihn zwei oder drei Jahre darauf in Stockholm zu sehen, und hätte niemals geahnt, dass es sich um eine Verfilmung meiner Szenenreihe ‚Anatol‘ handelte, wenn eben nicht das Werk den Namen meines Helden als Titel getragen hätte. Die Leute wollten eben nur meinen Namen als Verfasser und insbesondere den Namen ‚Anatol‘ für ihre Zwecke benützen, der in Amerika hauptsächlich durch einen grossen Darsteller populär geworden war. Im Film, einem der stupidesten Werke seiner Gattung, spielte übrigens ein anderer Darsteller die Hauptrolle. Ich hatte weder Möglichkeit noch Anlass gegen die Eigenmächtigkeit der Film-Dichter und Dramaturgen zu remonstrieren, da ich meine Rechte ohne jeden Vorbehalt verkauft hatte.“